# Biogeografija
Biogeografija je fizičnogeografska veda, ki raziskuje razširjenost in številčnost rastlin (fitogeografija) in živali (zoogeografija) v prostoru in času. Gre za interdisciplinarno vedo, ki združuje izsledke geografije, biologije, pedologije, geologije, klimatologije, ekologije in drugih ter na podlagi fizičnih dejavnikov in bioloških procesov razlaga in napoveduje razširjenost.
Dejstvo, da se sestava rastlinstva (flora) in živalstva (favna) med geografskimi območji razlikujeta, je bilo znano že v antiki. V Srednjem veku so različne favne in flore obravnavali kot ločene Božje kreacije, vendar je tak pogled postajal vedno bolj problematičen ko se je z dobo velikih odkritij od 15. stoletja dalje pričelo povečevati znanje o ogromni raznolikosti življenja v eksotičnih delih sveta.
Prvi, ki je podal racionalno razlago obstoječih vzorcev raznolikosti, je bil Charles Darwin v svoji knjigi O izvoru vrst (1859), kjer je utemeljil podobnost vrst bližnjih območij s skupnim izvorom in opisal tudi izsledke svojih poskusov na temo sposobnosti razširjanja rastlinskih semen in majhnih živali. Nekateri zgodovinarji znanosti smatrajo to delo za temelj biogeografije kot znanstvene discipline. Eno od temeljnih del je tudi knjiga Darwinovega sodobnika Alfreda Russla Wallacea Geographical Distribution of Animals (1876). Wallace, ki se je ukvarjal z vzorci regionalne porazdelitve živali v Amazoniji in na Malajskem otočju, je ločeno od Darwina razvil teorijo o skupnem izvoru podobnih vrst, vendar je bil za razliko od Darwina njegov pristop bolj opisen. Tak pristop je prevladoval nadaljnjih 60 let in šele v 20. stoletju so se biogeografi ponovno posvetili mehanizmom in vzrokom razširjenosti vrst.